# F・A・ミッチェル＝ヘッジス
フレデリック・アルバート・ミッチェル=ヘッジス（英:Frederick Albert Mitchell-Hedges、1882年10月22日 – 1959年6月12日）は、イギリスの冒険家、探検家、旅行家、作家。
ミッチェル=ヘッジスは、「ヘッジスの水晶髑髏」の発見者として知られている。これは、1924年にイギリス領ホンジュラス（現在のベリーズ）のルバアントゥン遺跡で養子のアンナ・ミッチェル=ヘッジスと一緒に発見した物だという。 当時の記録は、1943年にF・A・ミッチェル=ヘッジスがサザビーズのオークションで水晶髑髏を購入したことを示しており、彼の語った発見談は事実ではないと考えられている。

## 生い立ち
ミッチェル＝ヘッジスは、1882年にロンドンで生まれ、16歳まで学校に通った。学生時代のミッチェル=ヘッジスは、学校の授業を不要だと判断し代わりに数々の冒険小説を読んで過ごした。青年期は父親のジョン・ヘッジスが経営する株式仲買人会社で働いた。フレデリックは幼い頃から探検に興味を示していたが、父は息子の夢に反対したため、二人の仲は険悪になった。
カナダ旅行の後、フレデリックは1906年にリリアン・クラークと結婚した。二人は一緒に暮らすことはほぼなく、子どもはいなかったが、カナダ人の孤児アン・マリー・ル・ギロン（アンナ・ミッチェル＝ヘッジス）を養子に迎えた。ミッチェル＝ヘッジスは冒険を晩年まで（1959年に亡くなるまで）続けた。.

## 数々の冒険
ミッチェル＝ヘッジスは、16歳で学校を中退し父親の友人、ブルック・ミー（Brooke Mee）と共にノルウェー北部への探検に出発した。ノルウェーには、客人の部屋に女性をあてがうという風習があり、ミッチェル=ヘッジスの部屋のベッドにも、そういった女性がいた。ミッチェル=ヘッジスにとっては、この探検が生まれて初めての探検だった。また、この国で初めて女性と性的な関係を持った（初体験）。
3週間、ノルウェーでの探検を続けてから、ロンドンに帰国したミッチェル＝ヘッジスは探検家になることに対して大きな希望を抱いた。同年（1899年）11月、父親の株式仲買人会社に就職し労働で得た金銭の一部を探検資金として貯めた。
1903年頃、大金を稼ぐためイギリスのリバプールからニューヨークへ向かった。そこから、3年弱をニューヨークで過ごし、その期間にギャンブルや株の取引で1万ドルを稼いで、著名な金融王、J・P・モルガンと知り合った。
1913年、アメリカ合衆国に渡って現地の賭博場に行き、その店のやらせシステムを上手く悪用して中央アメリカへの冒険代を稼いだという。しかし、探検史家のレイモンド・ジョン・ハウゲゴ（Raymond John Howgego）によると、当時の航海記録の中にミッチェル=ヘッジスがアメリカへ渡航した事実を示す証拠は見当たらない。
同年、南下してメキシコに入ると革命家のパンチョ・ビリャに捕らえられ、彼の一味に入れられて盗賊稼業に従事したとされる。しかし、パンチョ・ビリャとの話については事実関係が曖昧である。その後、ニューヨークに行ってから、1917年に同国でソビエト連邦の革命家レフ・トロツキーと3週間を共に過ごし、1919年に1年ほどをかけて中央アメリカのホンジュラス、グアテマラ、ニカラグア、サン・サルバドールを探検した。
1921年、イギリスでは、後の資金提供者であり探検仲間のレディ・リッチモンド・ブラウンと出会った。同年9月、2人はジャマイカに巨大魚を釣りに行った。
1922年3月、リッチモンド・ブラウンとミッチェル=ヘッジスはジャマイカからカーラ号に乗ってパナマのクナ族の集落を訪れた。集落では様々な病気が蔓延していたという。2人はクナ族が使用していた複数の呪術的な道具をイギリスに持ち帰った。帰国後、リッチモンド・ブラウンは彼との冒険を『Unknown Tribes, Uncharted Seas』という1冊の本にまとめた。
1927年から1932年までミッチェル=ヘッジスは中央アメリカ（ニカラグアとホンジュラスのバイア諸島）を探検していたようだが、詳しい動向に関しては分かっていない。
1960年代にトレジャーハンターのハワード・ジェニングスと作家のロビン・ムーアが聴取した話によると、バイア諸島のロアタン島に滞在していたミッチェル=ヘッジスは、発掘作業の末にダブロン金貨やエメラルドなどの財宝でいっぱいの木箱を発見したという。そして、この財宝をニューヨークに密輸して600万ドルを稼いだ。2004年の地元紙によると、これは、著名なカリブの海賊、エドワード・ローの隠し財宝（海賊の隠し財宝）であったという。
ジェニングスとムーアが娘のアンナから聞き出した話によると、この隠し財宝は複数あり、島にはミッチェル=ヘッジスが回収できなかった財宝が埋まったままになっているという。この話を聞いた2人はロアタン島に向かって財宝探しに取り掛かったが、結局、その財宝が発見されることはなかった。

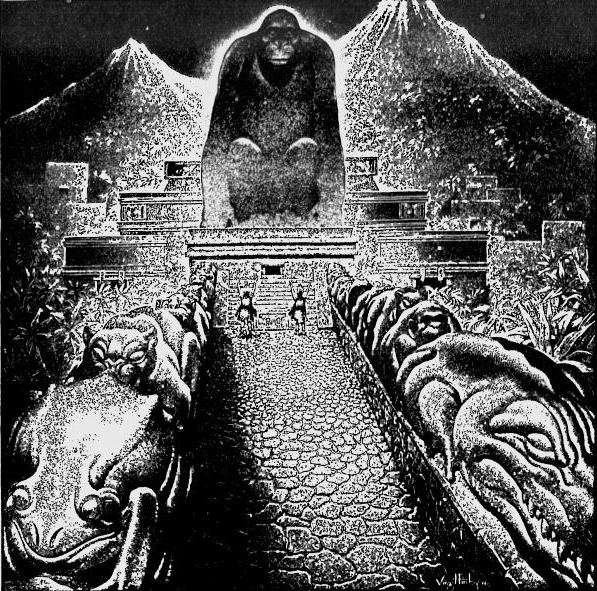
往時の猿神王国（想像図）

1930年、富豪でコレクターのジョージ・グスタフ・ヘイからの依頼を受けてホンジュラスのモスキティア地域の熱帯雨林に眠る古代文明を探し求めた。
ミッチェル=ヘッジスはマラリアや下痢に悩まされながらもジャングルを探検して行き、遂に古代文明の痕跡を発見した。それは、地元民たちに「猿神王国」と呼ばれている失われた都市の伝説であった。猿神王国の地中には大きな猿神の彫像が埋もれているという。なお、ミッチェル=ヘッジスは、この探検で片目を失っている。
ミッチェル=ヘッジスは、ジャングルから猿神王国の伝説を持ち帰ってきた。彼は王国の具体的な位置は明かさなかったが、数々の冒険家や探検家が猿神王国の話を聞いて次々とモスキティアの熱帯雨林に突入して行った。
1930年代の一時期、この冒険家はニューヨークで毎週日曜日の夜にラジオ番組を持っていた。ジャングルを彷彿とさせる音を流しながら、ミッチェル＝ヘッジス自身が冒険中に体験したドラマチックな体験談を語った。彼がラジオで語っていたのは、「野蛮人」に殺されかけた話や、ジャガーや凶暴で攻撃的なイグアナなどの、ジャングルの動物たちから命からがら逃げ延びた話などである。
1951年、ミッチェル=ヘッジスとアンナは「ペルシャ文明より古い」遺跡を発見するためにインド洋のタンザニアに属するキルワ島に向かった。彼らはキルワ島で失われた都市の遺跡を見つけたあと、ソンゴ・ムナラ島に渡って新たな発掘調査を始めようとしたが、ミッチェル=ヘッジスが急病に襲われてしまった。
なお、ミッチェル=ヘッジスの言によると、キルワ島への冒険と同じ年にロシアの秘宝「カザンの生神女」を発見したという。

## 水晶髑髏の発見

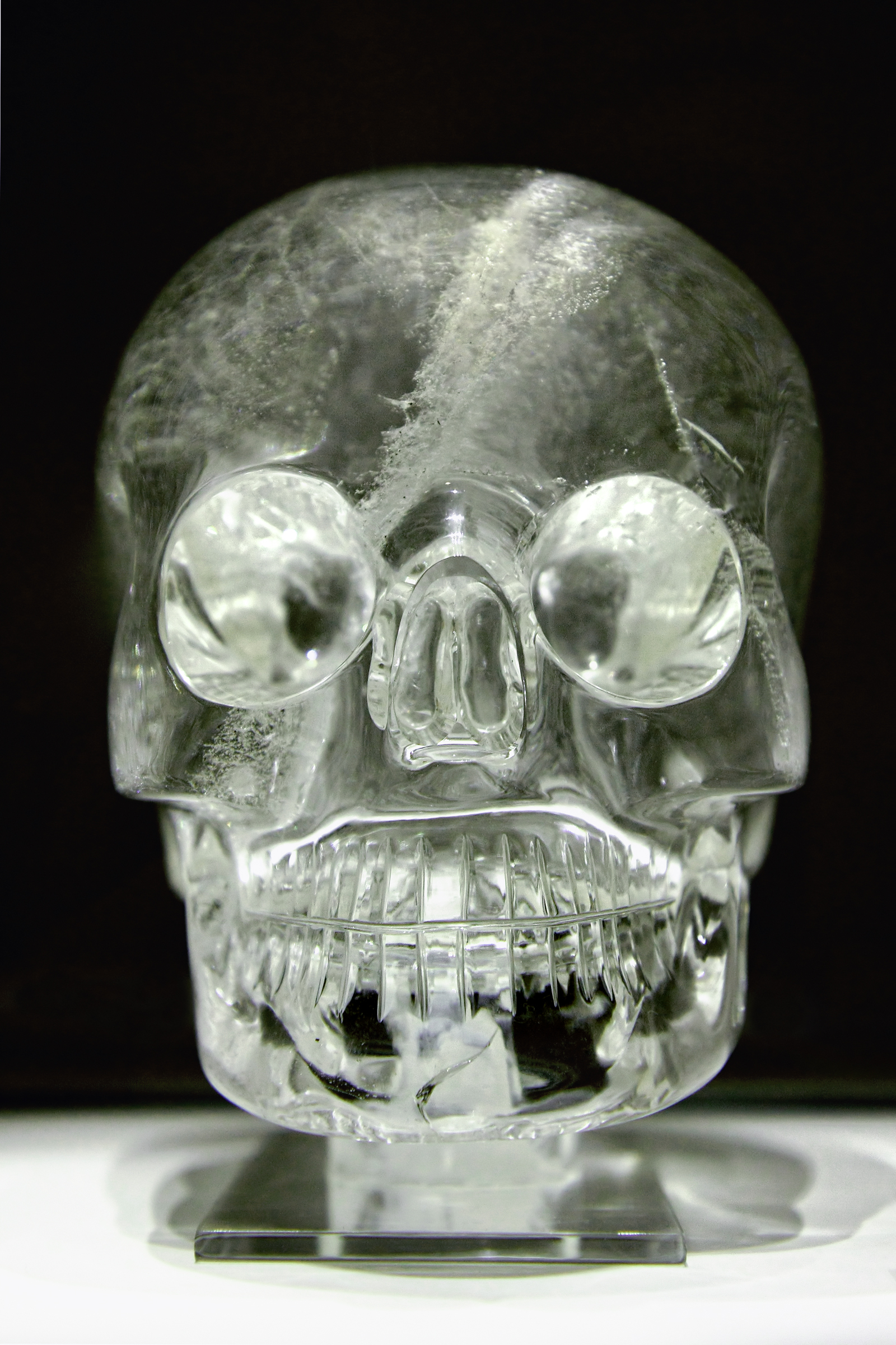
大英博物館に保管されている水晶髑髏（ヘッジスの水晶髑髏ではない） (ID ）

ミッチェル＝ヘッジスが有名になったのは、数ある発見の中でも「水晶髑髏」の「発見」だった。彼は、1920年代にベリーズへの冒険中に、娘のアンナと一緒に古代マヤのルバアントゥン遺跡でこの水晶髑髏を見つけたと主張した。
しかし、この水晶髑髏は（実際には）1943年10月に古美術商のシドニー・バーニーがサザビーズのオークションで競売にかけたものだった。さらに、ミッチェル＝ヘッジスは、1943年12月付けの兄に宛てた手紙の中で、最近オークションでバーニーから水晶髑髏を400ポンドで入手したことを明かしている。 サザビーズの水晶髑髏とミッチェル＝ヘッジスの水晶髑髏の寸法が同一であることが判明し、この遺物には疑いの目が向けられるようになった。
これについてミッチェル=ヘッジスは、元々、水晶髑髏は自分の手にあったが、バーニーに一時的に貸し与え、それをさらに買い戻しただけだと説明した。なお、これを裏付ける証拠もあり、1930年代初頭にミッチェル=ヘッジスらを泊めたゲストハウスの経営者は水晶髑髏を（ミッチェル=ヘッジスらが）所持していたことを証言している。
ミッチェル・ヘッジスの水晶髑髏は、2007年4月11日に亡くなるまでアンナが所有していた。彼女は、水晶髑髏へのアクセスを制限していたため、真贋を見極めることは困難だった。
アンナの死後、水晶髑髏は徹底的に検査され、前々から主張されてきた伝説とは異なり、水晶髑髏は古代文明によって作られたものではなかった。顕微鏡を使った調査によると、水晶髑髏には現代の道具による加工の跡が残っており、古代マヤ時代の道具によるものではない。

## 文明の起源・アトランティス大陸
ミッチェル=ヘッジスは、「アトランティス」の実在を信じていた。彼は、アトランティスは1万5000年前から2万5000年以上前に栄えた古代文明であり、その滅亡（大陸の沈没）が大洪水を引き起こしたと考えた。また、滅びたアトランティス人の生き残りたちは中央アメリカに渡って古代マヤ文明を築いたという。
ミッチェル=ヘッジスはアトランティスを「文明のゆりかご」と呼び、その発見に人生をかけた。彼はホンジュラスのバイア諸島に大陸が実在した証拠が眠っているとして実際に現地に赴き、その島々でアトランティスの前哨基地の遺跡やアトランティス人の末裔が作った「焼き印を押された羊の像（ヒスイ製）」を発見したなどと主張した。

## インディ・ジョーンズのモデル？
ミッチェル＝ヘッジスはインディ・ジョーンズのモデルのひとりだと言われている。しかし、制作者のジョージ・ルーカスとスティーブン・スピルバーグは、誰か特定の人物がジョーンズのモデルになったとは言っていない。実際には、1930年代と1940年代のマチネのシリーズやパルプ雑誌で人気を博した典型的なヒーローがジョーンズのモデルである。

## 著書
- Battles With Giant Fish
- Land of Wonder and Fear（1931年）
- The White Tiger（1931年）
- Battling with sea monsters（1937年）
- Danger, My Ally（1954年）

著名なイギリスの考古学者、ジョン・エリック・シドニー・トンプソンは『Land of Wonder and Fear』を以下のように評した。"to me the wonder was how he could write such nonsense and the fear how much taller the next yarn would be".